# Harald Slott-Møller
Harald Slott-Møller (17 de agosto de 1864-20 de octubre de 1937) fue un pintor y escultor danés. Junto a su esposa, la pintora Agnes Slott-Møller, fue miembro fundador del grupo Den Frie Udstilling (La Exposición Libre).

## Biografía
Nacido en Copenhague, Slott-Møller era hijo del mercader Carl Emil Møller y Anna Maria Møller. Después de completar el curso preparatorio en la Real Academia de Bellas Artes de Dinamarca (1883), pintó durante tres años bajo Peder Severin Krøyer.

## Carrera

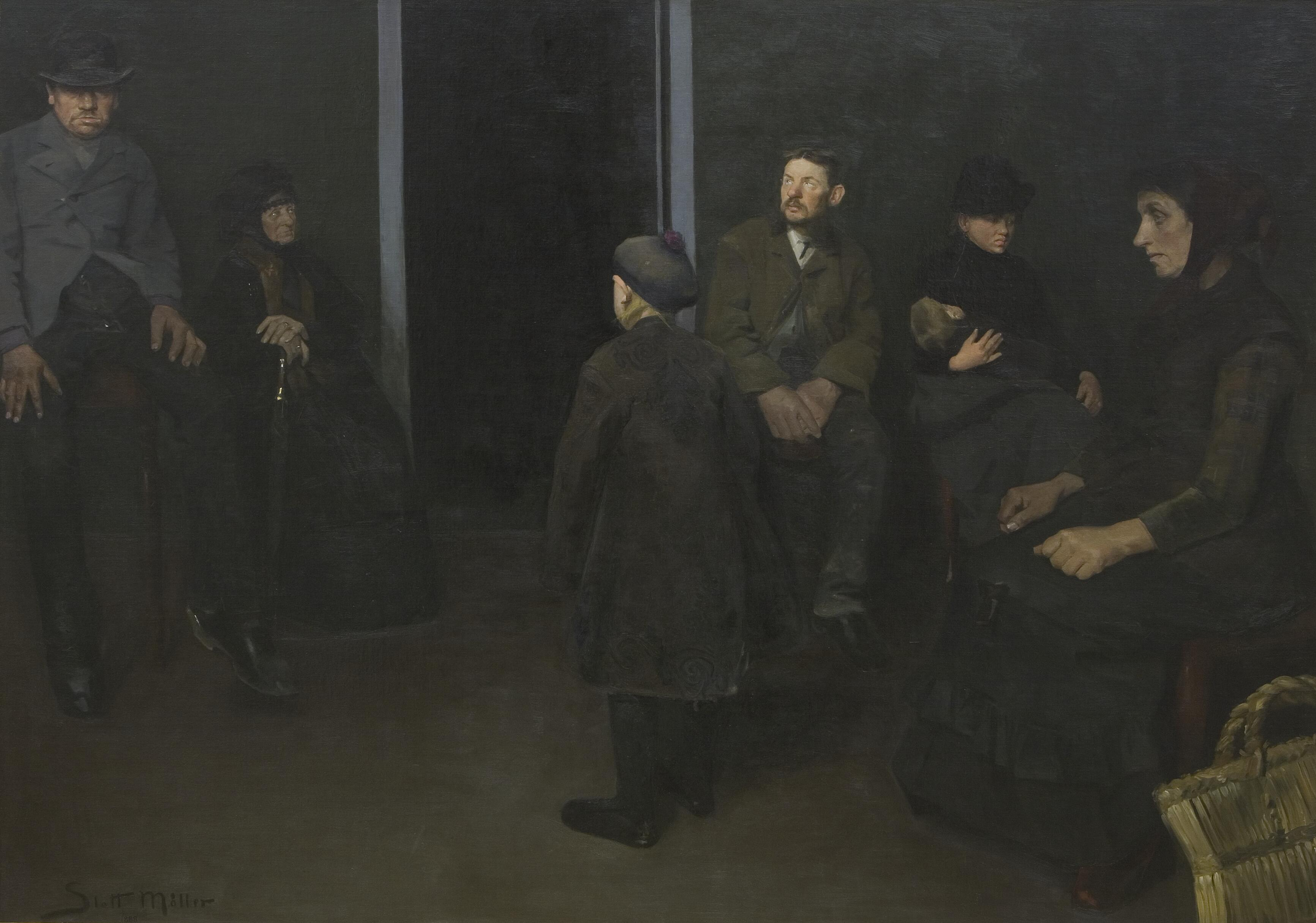
Fattigfolk. I Fattiglægens Venteværelse (Gente pobre en la sala de espera del médico.)

Slott-Møller expuso por primera vez en 1886 en la exposición de primavera de Charlottenborg y atrajo la atención en 1888 con su gran obra animada Fattigfolk. I Fattiglægens Venteværelse (Gente pobre en la sala de espera del médico). Exhibida en el Kunsthal de Charlottenborg junto a otros trabajos del grupo Den Frie Udstilling, como el autorretrato de Georges Brandes (Georg Brandes en la universidad de Copenhague, 1889), y algunos paisajes que ofrecieron a menudo un punto divergente. Un cambio de estilo sobrevino a principios de la década de 1890, como se puede observar en su retrato de la escultora Anne Marie Brodersen, en la que su pelo rubio está cubierto de oro, al igual que los campos de maíz en uno de sus paisajes. Luego siguió una serie de pinturas que le aseguraron un lugar como uno de los principales pintores hacia 1890: Tre kvinder (Tres Mujeres), Foraaret (Primavera), y su impresionante obra simbólica, Primavera (sic) (1901). Slott-Møller es recordado por sus retratos de figuras bien conocidas del sur de Jutlandia y de Schleswig del Sur, a menudo caracterizadas con fondos muy personales, como un paisaje o edificios apropiados.
También trabajó en la fábrica Aluminia entre 1902 y 1906, diseñando artículos junto a Christian Joachim. Como resultado, Slott-Møller ganó amplio reconocimiento como uno de los principales artesanos del cambio de siglo. Aunque siguió pintando, las opiniones sobre su trabajo se hicieron cada vez menos favorables, en parte por motivos artísticos, pero también como resultado de su actitud hacia el público. 
En 1919, se convirtió en un Caballero de los Dannebrog. Fue miembro fundador de Den Frie Udstilling (La Exposición Libre). Está enterrado en el cementerio de Holmens.
Slott-Møller y su esposa están retratados en un cuadro doble, a dos manos: Ude eller Kammerater (1886), en que marido y mujer pintan cada cual al compañero. Otro autorretrato, hecho sobre un dibujo de estudio, fue Trækfuglene (Pájaros Migratorios, 1909). Existe también un autorretrato en la Galería Uffizi de Florencia  (1924).

## Selección de obras

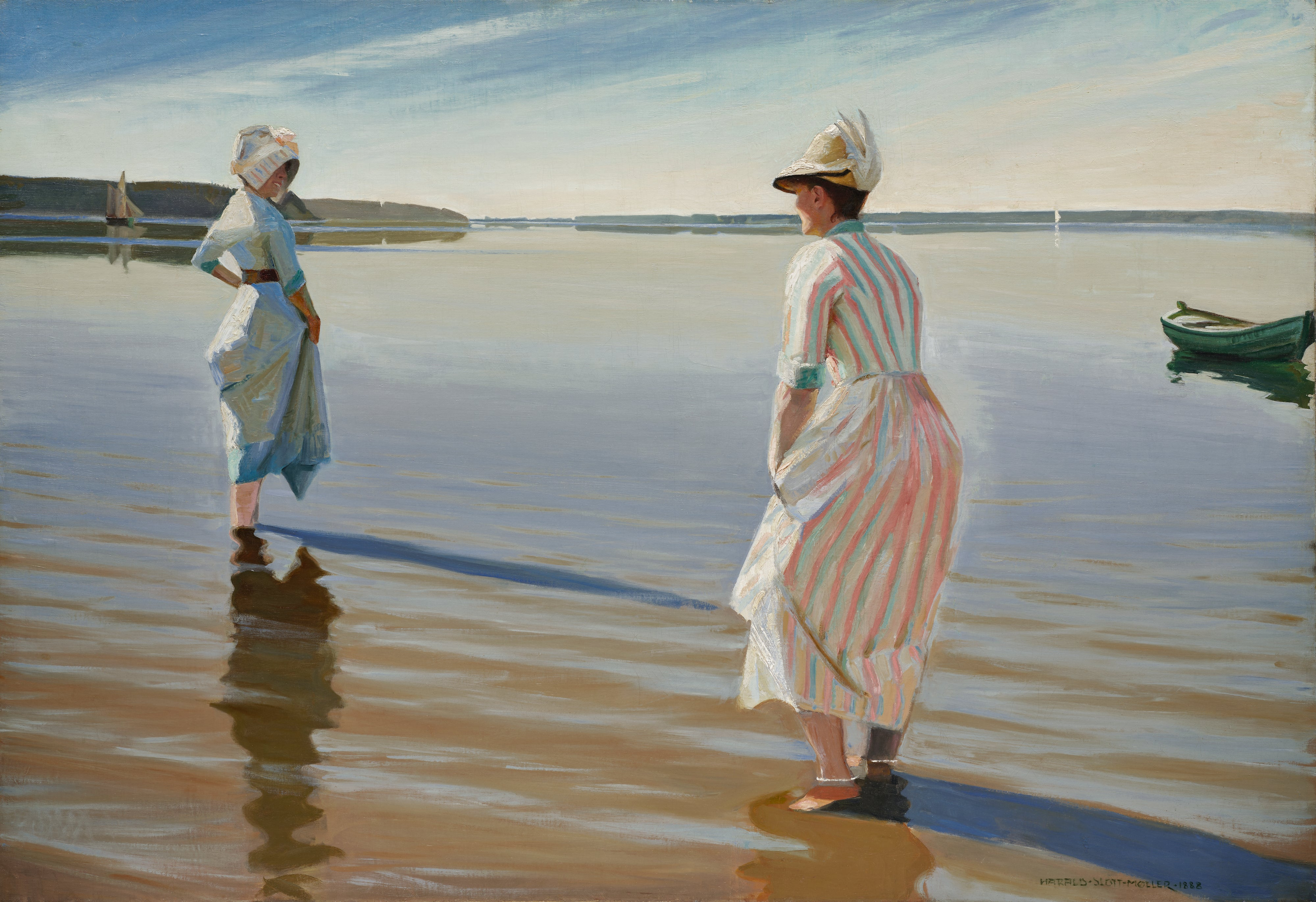
Sommerdag, 1888.
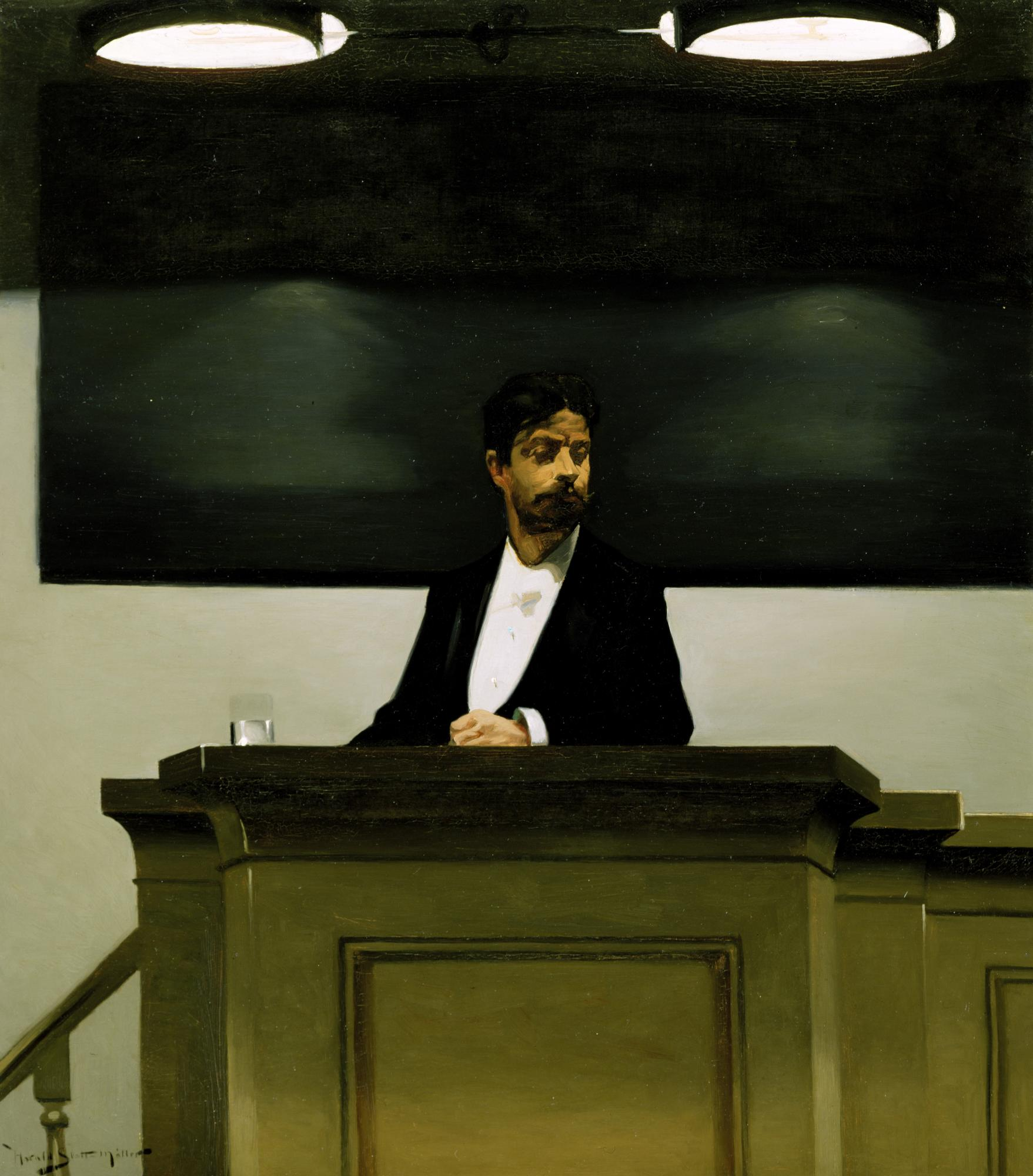
Georges Brandes forelæser på Københavns Universitet, 1889.
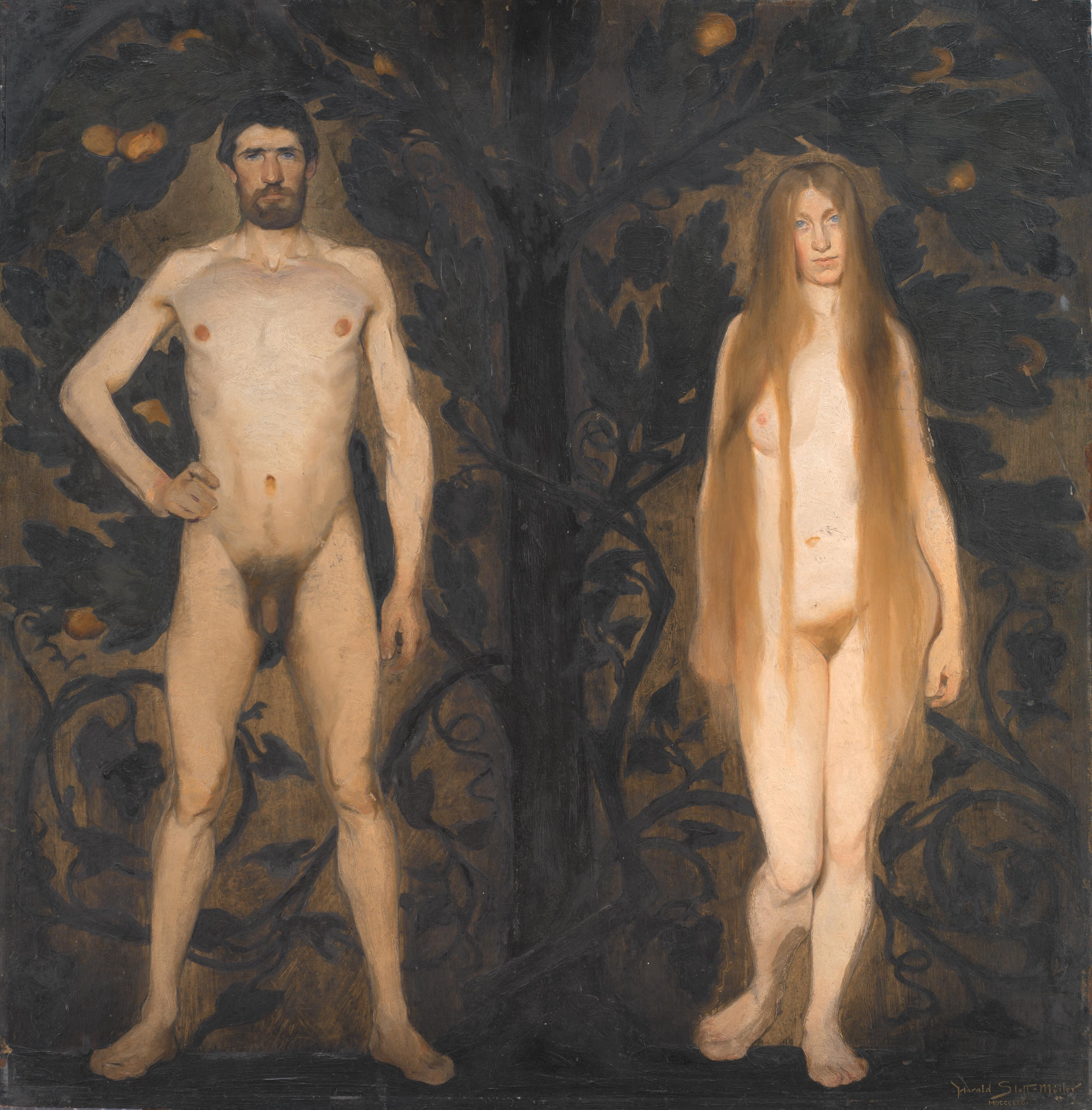
Adam og Eva, 1891, Statens Museum for Kunst.
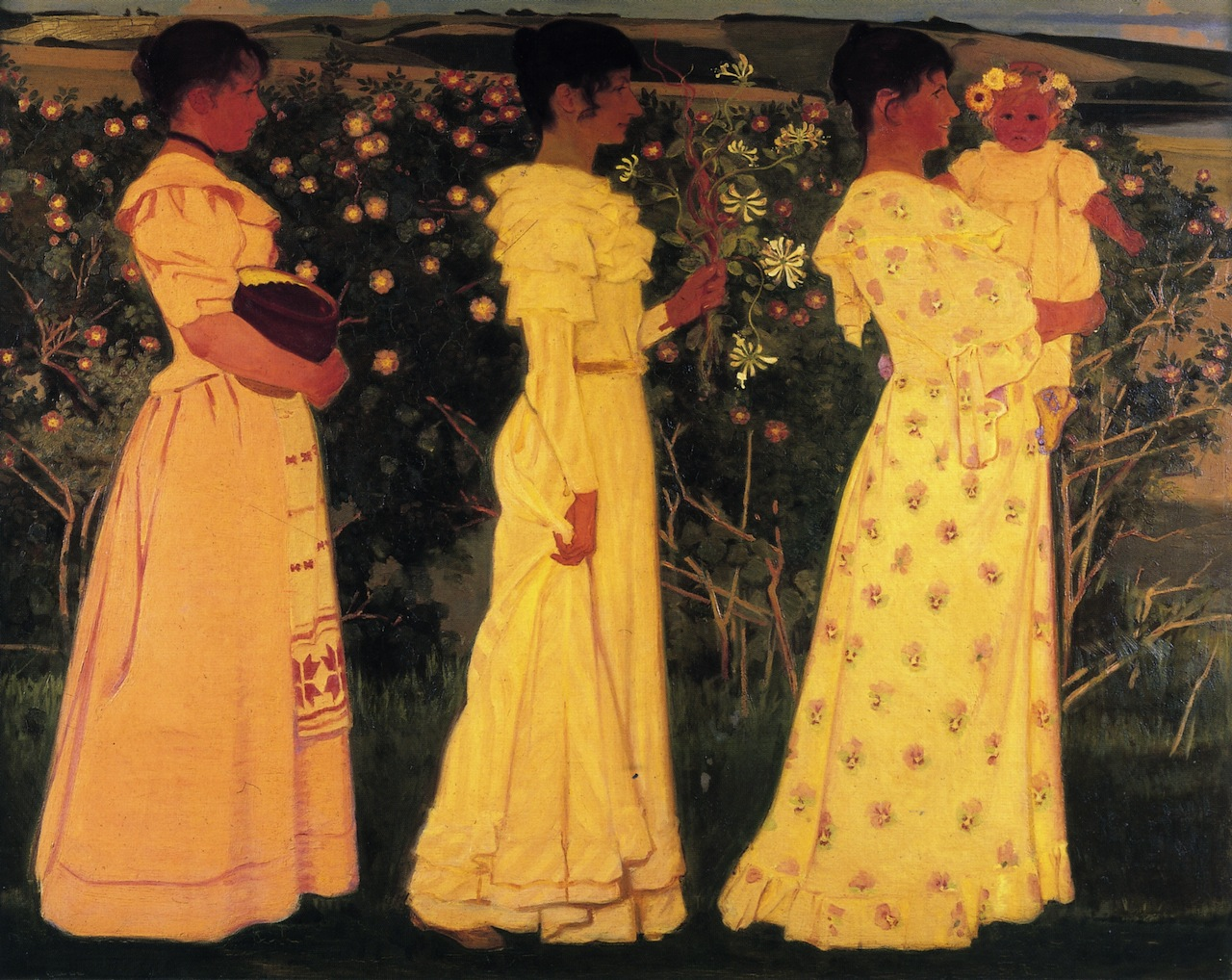
Tre kvinder, 1895.
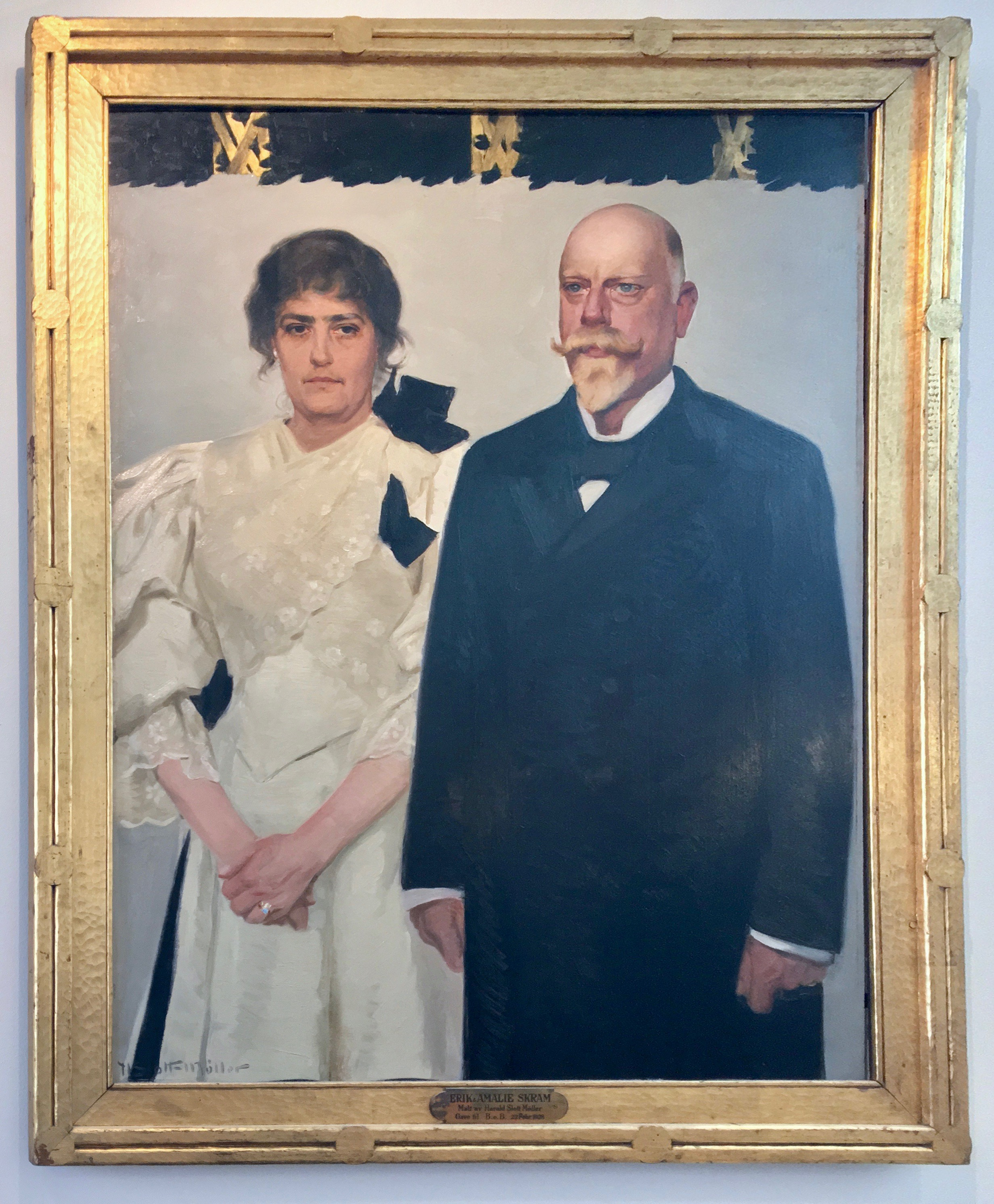
Dobbeltportræt af Amalie og Erik Skram, 1895, Bergen Offentlige Bibliotek.
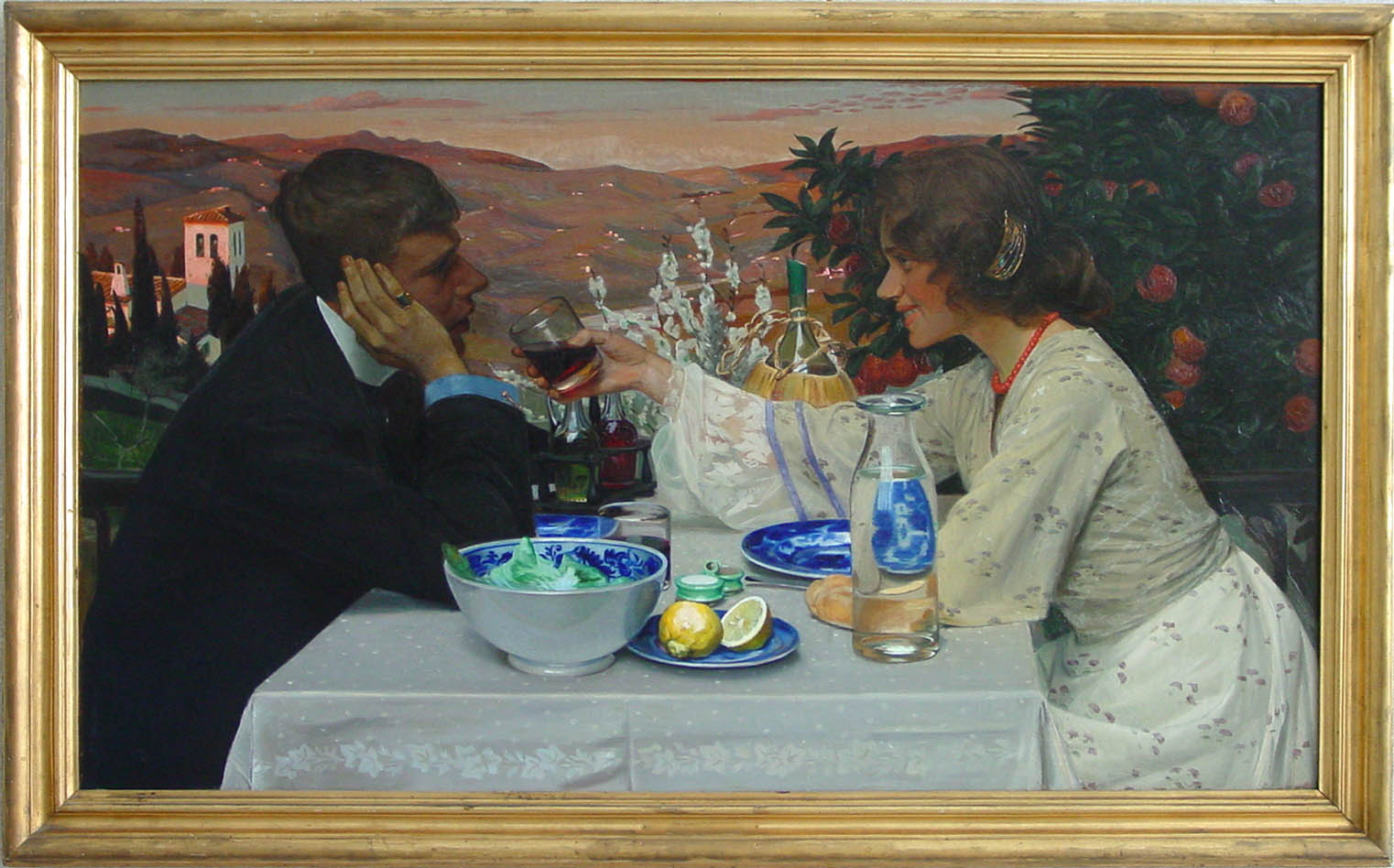
Primavera, 1900/1901, KUNSTEN Museum of Modern Art Aalborg.
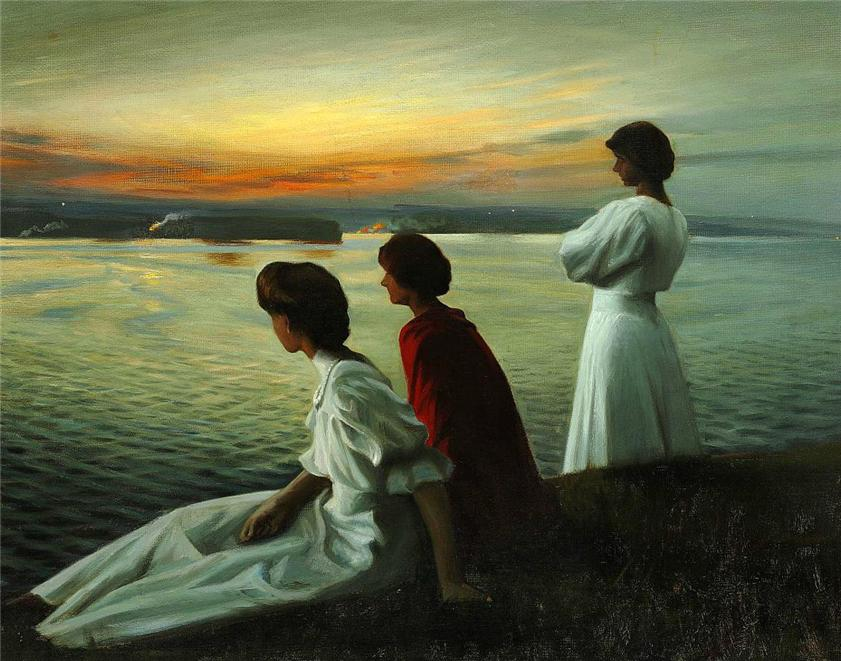
Midsummer's Eve, 1904.
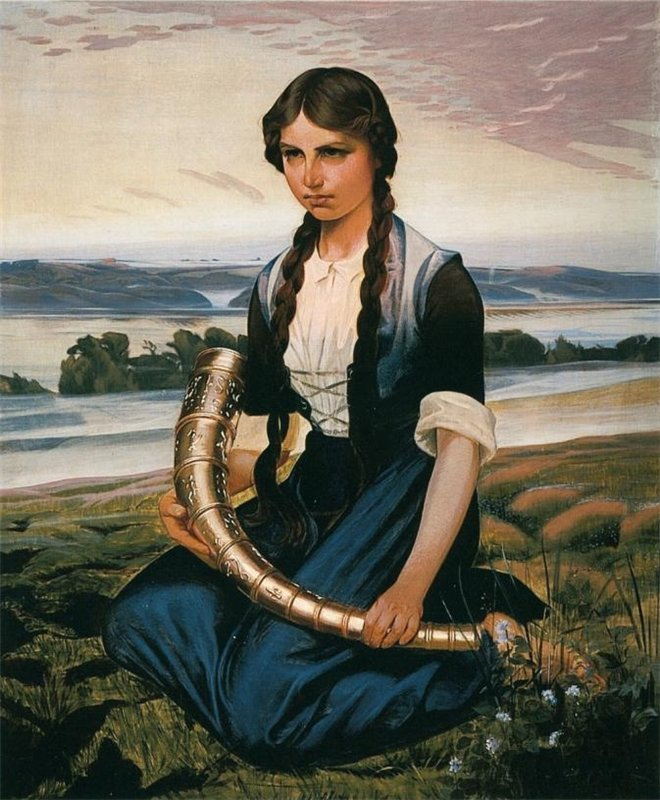
Pigen, der finder guldhornet, 1906, Haderslev Museum.
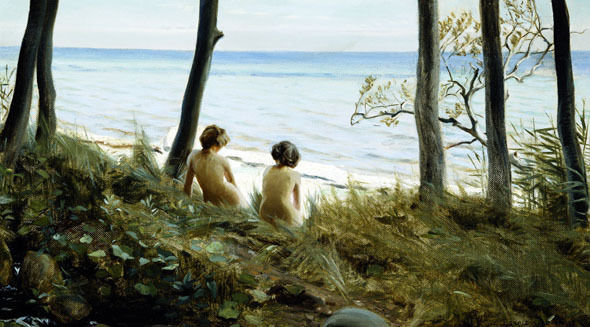
On the beach, 1907.
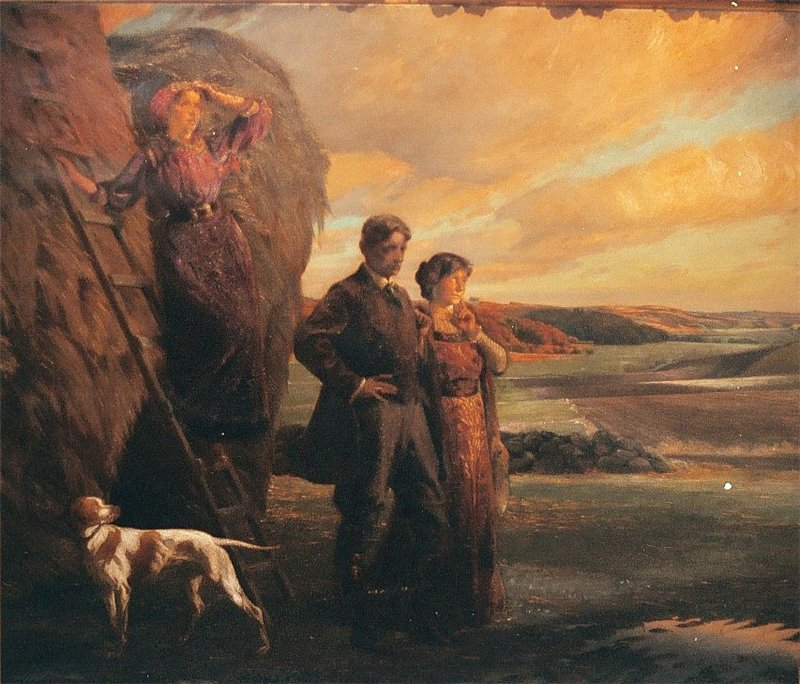
Trækfuglene, 1909.
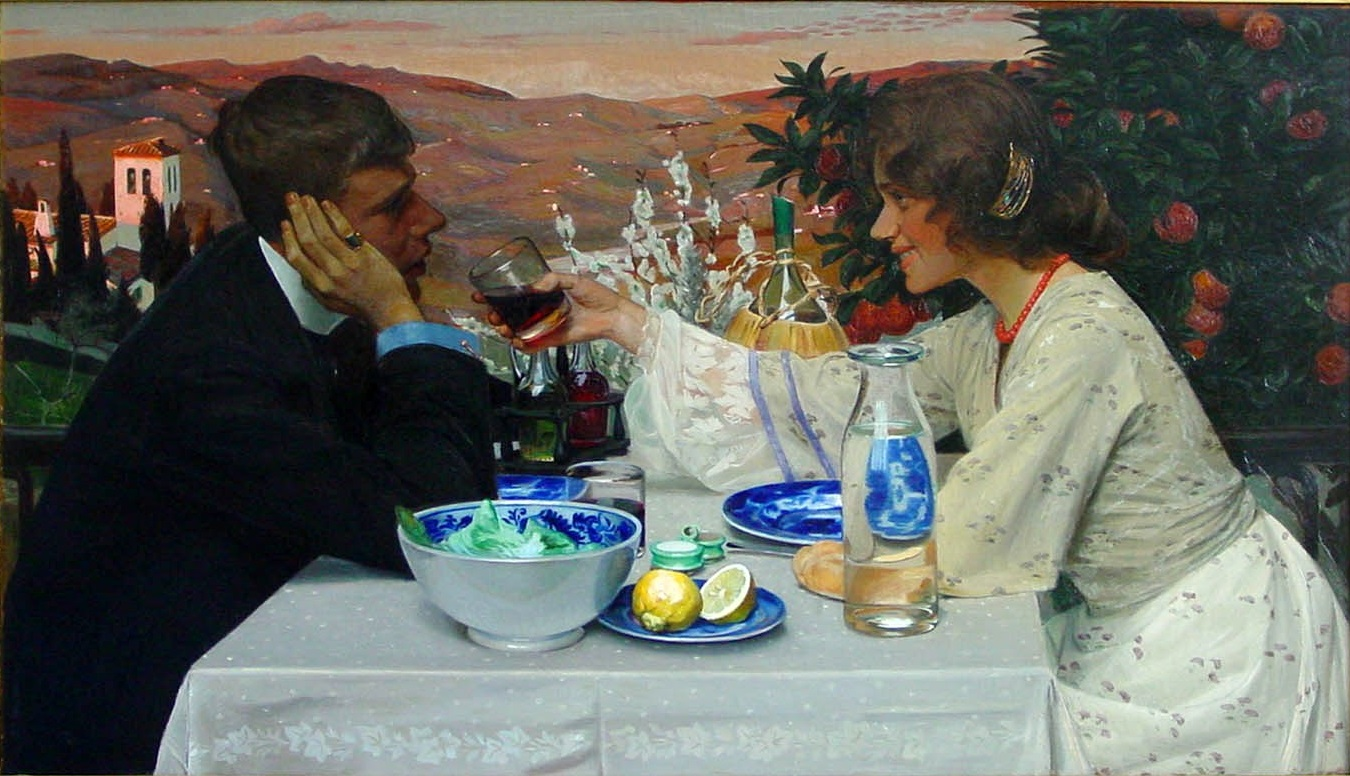
Primavera, 1909.
Nude girls, 1910.
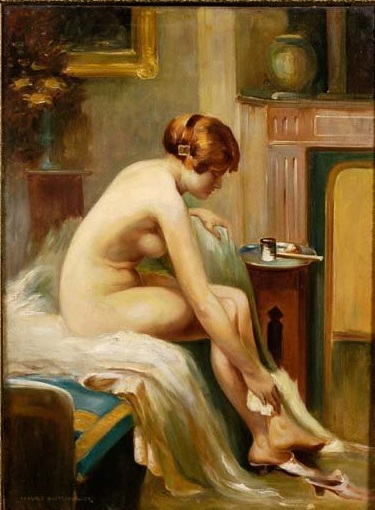
Nude, c. 1910.
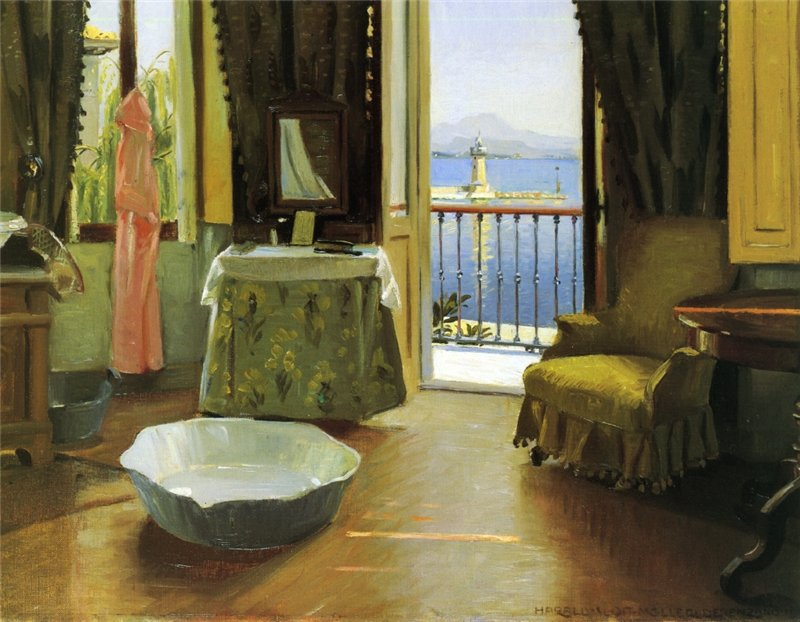
At the Garda lake, 1910.
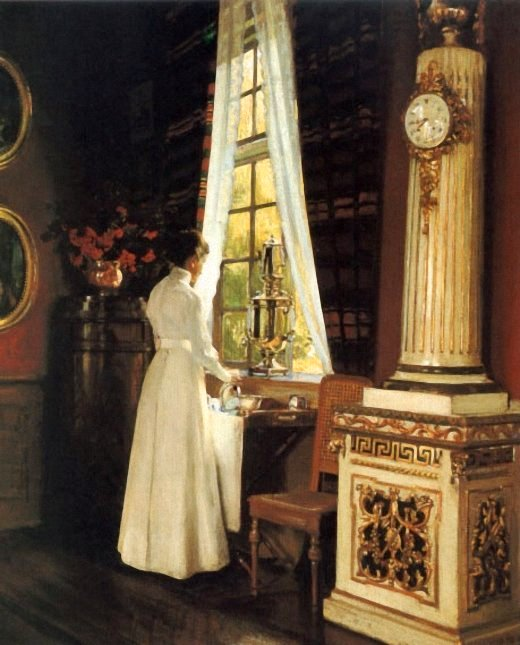
Morning coffee, c. 1910.
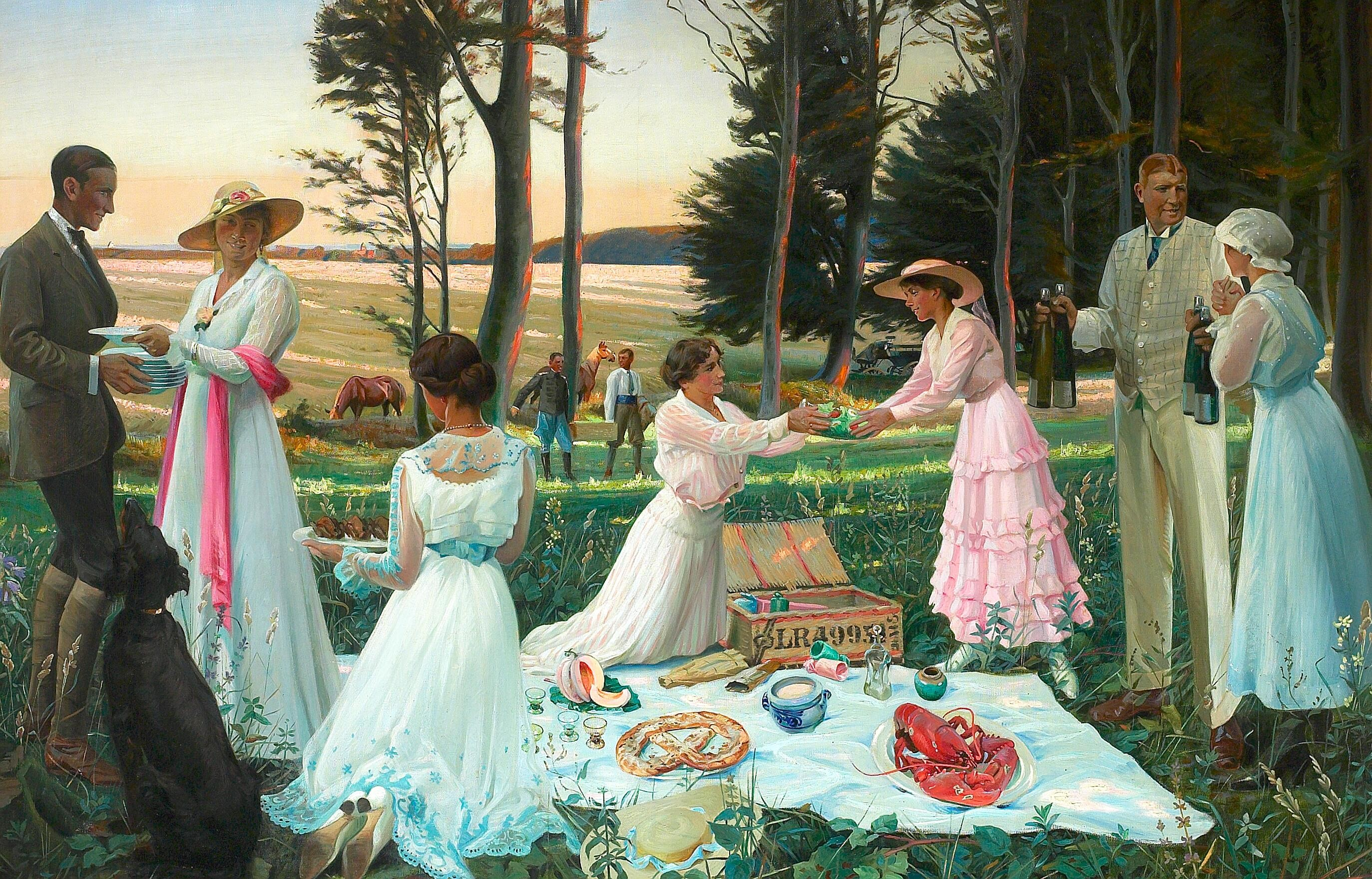
The afternoon picnic, 1919.
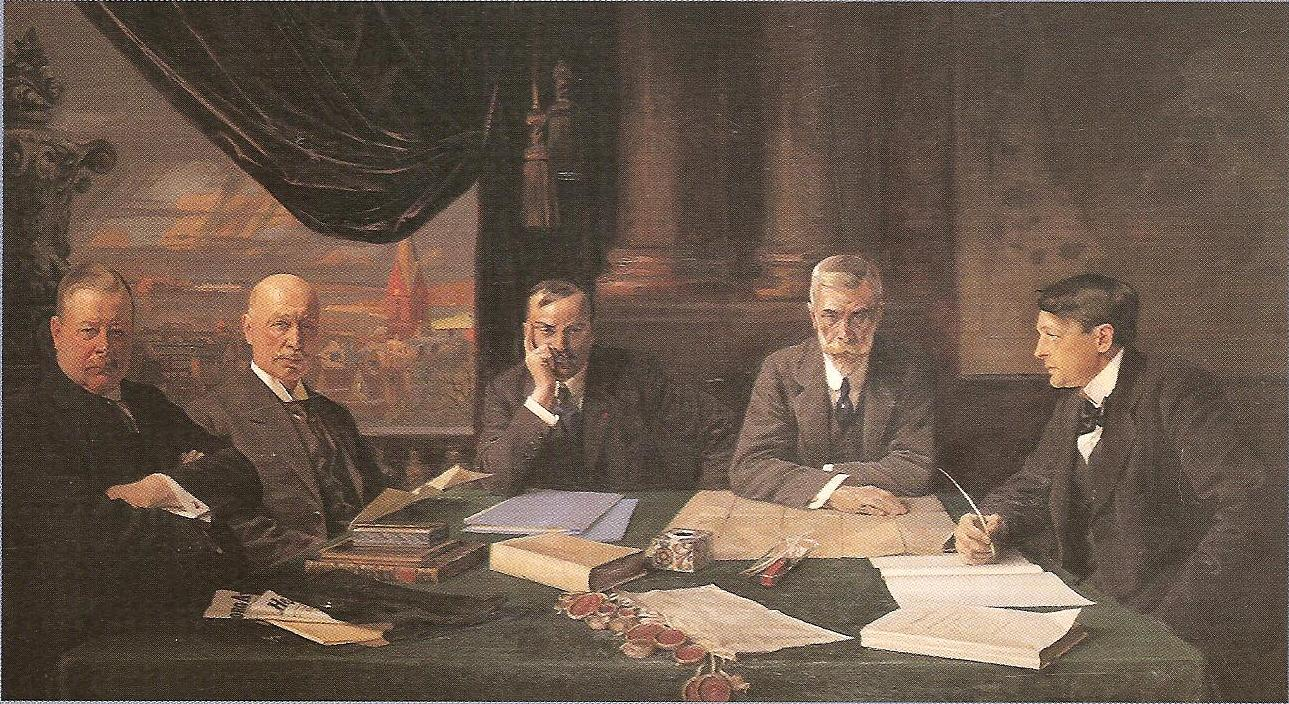
Den internationale kommission for Slesvig, 1920, Folketinget.
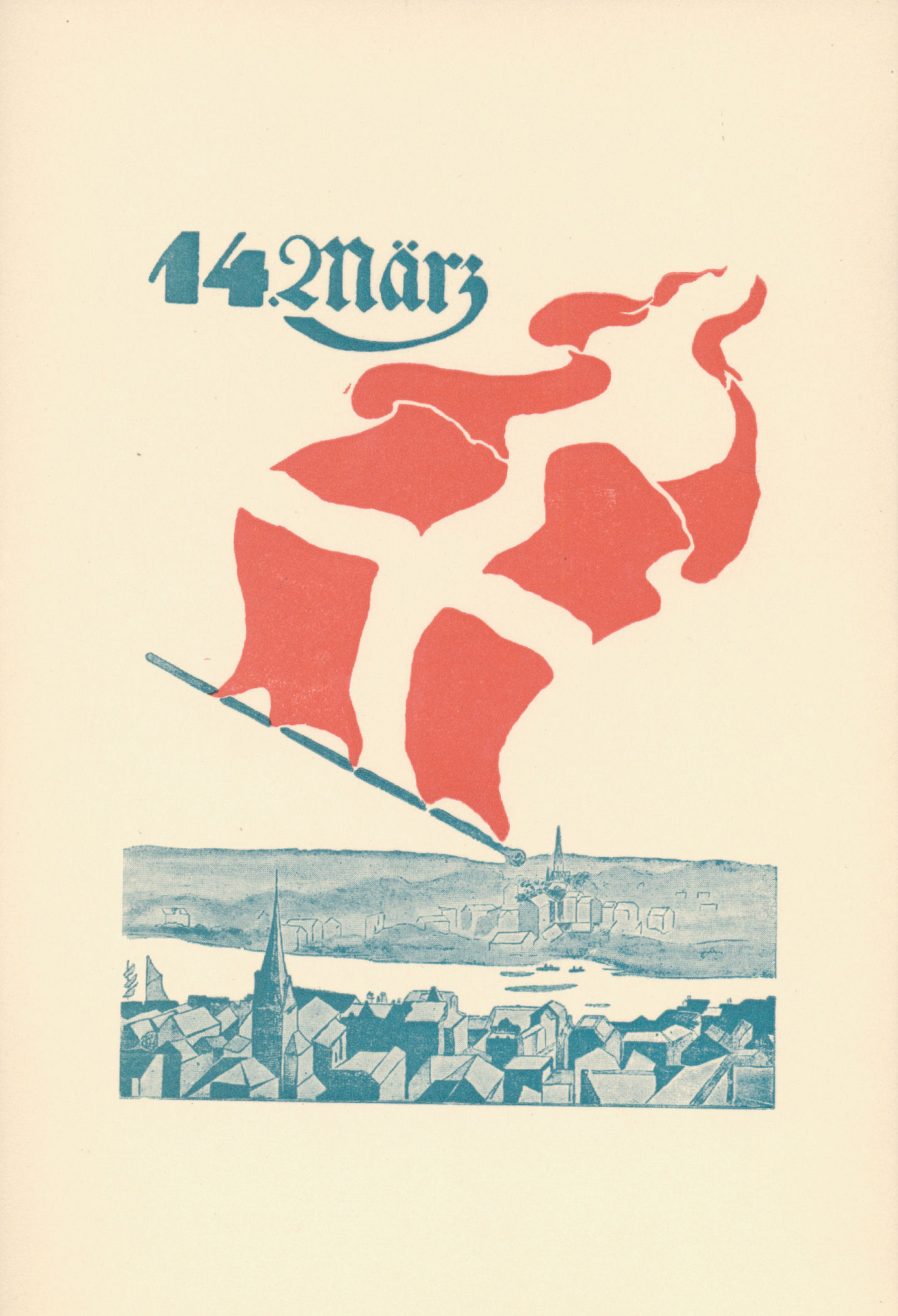
14. März. 1920.
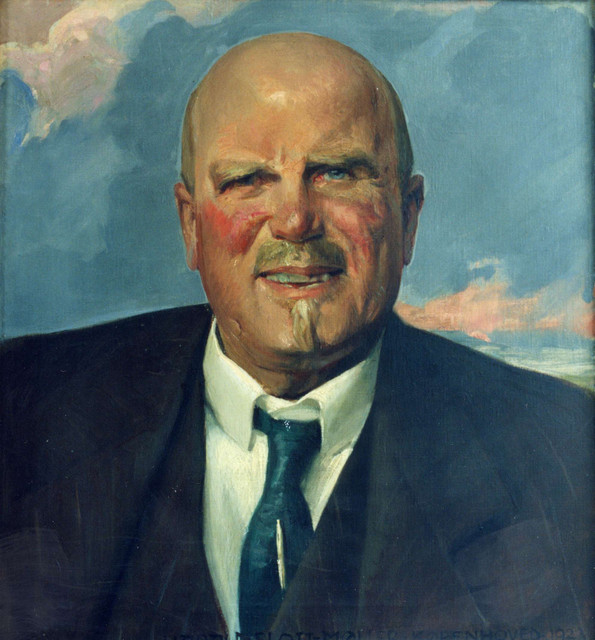
H.D. Kloppenborg-Skrumsager, 1920-1923.
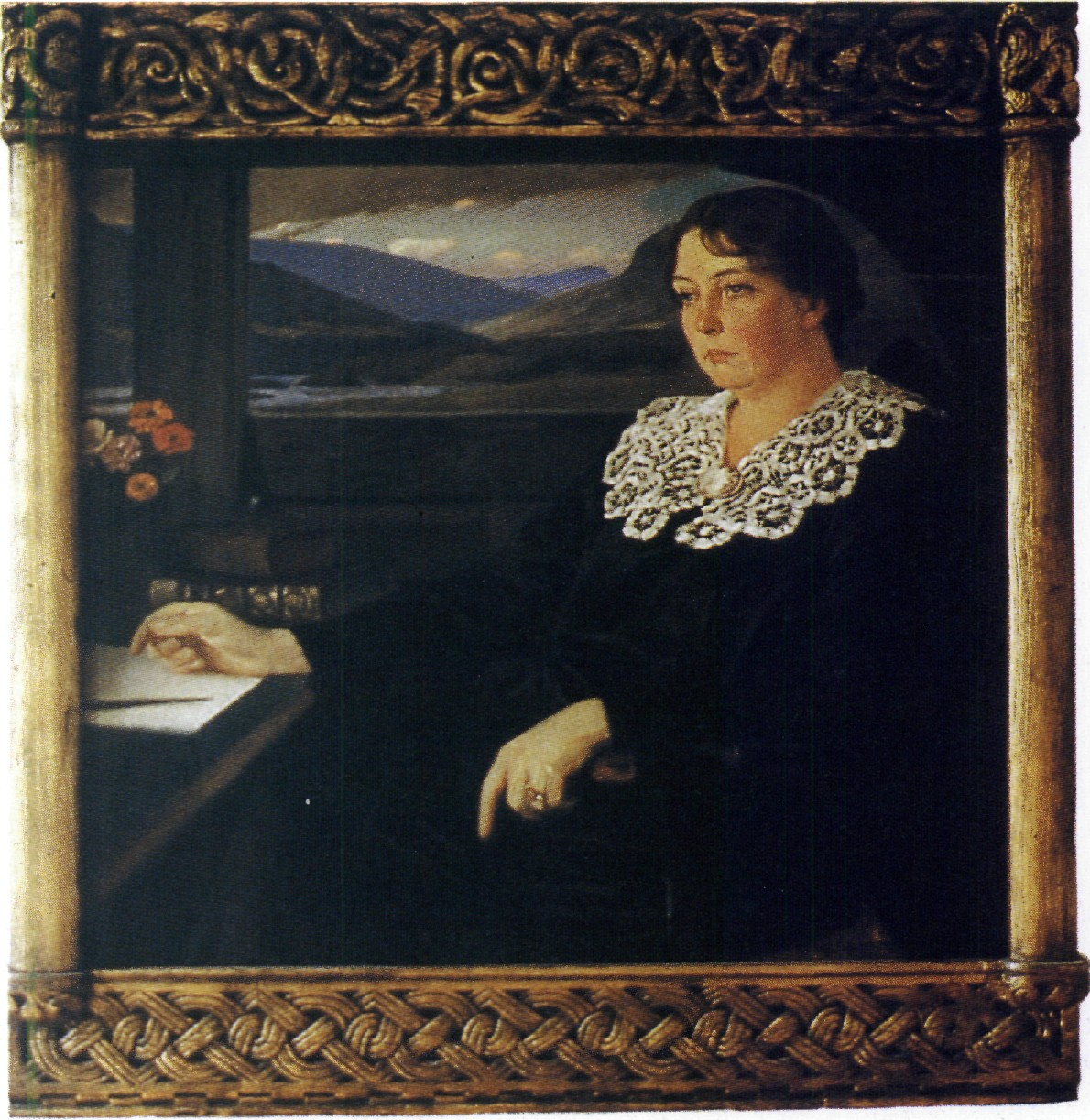
Portræt af Sigrid Undset, 1923, H. Aschehoung & Co, Oslo.
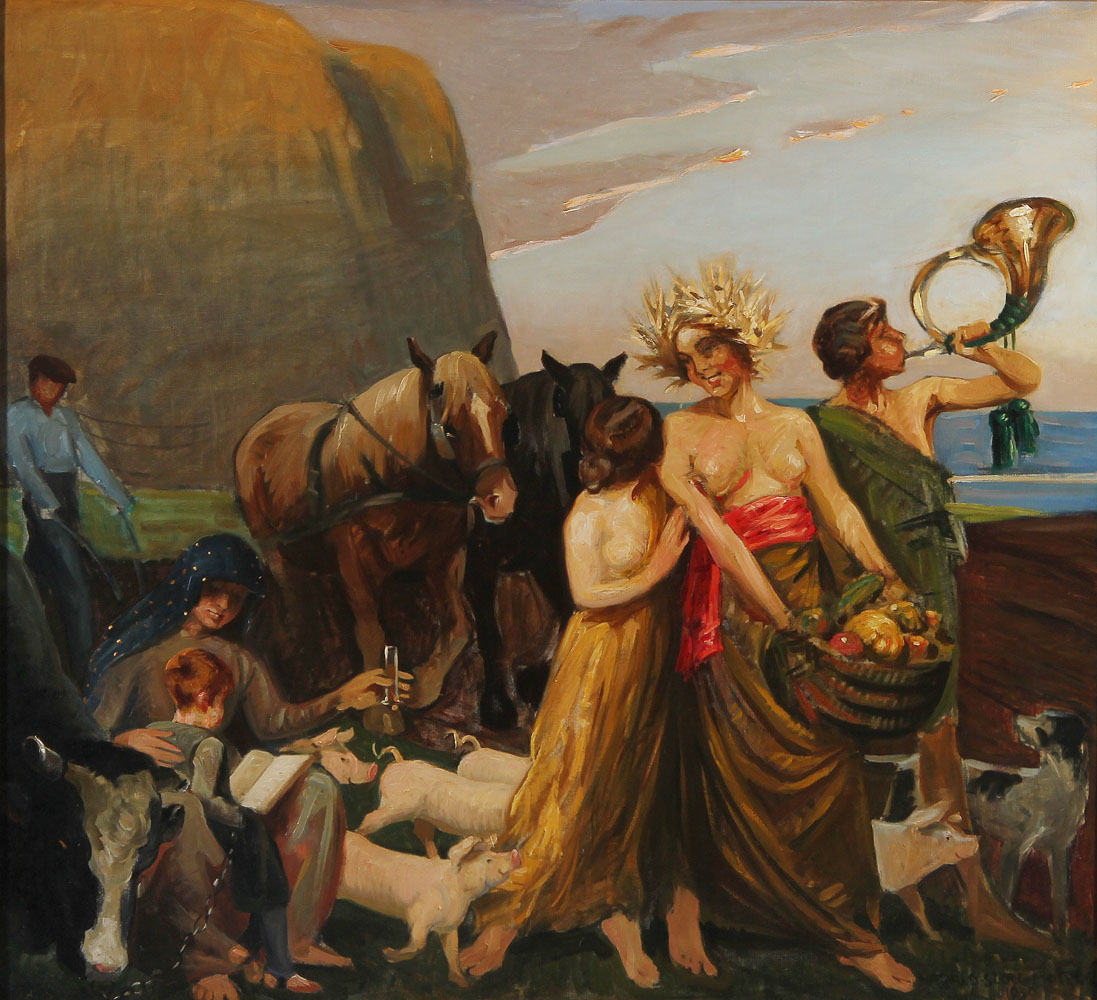
Frugtbarheden, 1930.